# Casa, Comida e Alma Lavada
Casa, Comida e Alma Lavada é uma peça teatral brasileira, de autoria de Américo Nouman Jr. e Ricardo Tibau. Estreou em setembro de 2003, no Teatro Imprensa em São Paulo, e permaneceu cerca de dois anos em cartaz, encerrando temporada no Rio de Janeiro.
Os atores Angelina Muniz e Jaime Periard deram vida aos personagens Tânia Mara e Luís Alberto, numa comédia de costumes dirigida por Alexandre Reinecke.  
Atualmente a peça está em cartaz no Teatro Ruth Escobar, em São Paulo, é dirigida por Carlos Capeletti e os personagens Luís Alberto e Tânia Mara são vivenciados pelos Atores Renato Pappa e Nicolle Spinillo. A peça tem duração aproximada de 75 minutos, é exibida na sala Gil Vicente e a censura é de 14 anos. 
A temporada 2015 se encerra em 13 de Dezembro de 2015. 
O Teatro Ruth Escobar fica na Rua dos Ingleses, 209, Bela Vista, São Paulo, SP. 
Telefone: (11) 3289-2358  